# Skidkörning vid olympiska vinterspelen 1928
Skidkörning var en demonstrationssport vid olympiska vinterspelen 1928, som hölls i St. Moritz, Schweiz den 11–19 februari 1928. Den enda tävlingen i skidkörning som hölls var herrarnas singel, som hölls den 12 februari. Sporten går ut på att en person som åker skidor dras av hundar, hästar eller en maskin. Vid spelen 1928 drogs de tävlande av hästar.
Skidkörning har sina rötter i Norge och Sverige, sporten uppstod genom militären. Sporten var med i nordiska spelen 1901, 1905 och 1909. Pierre de Coubertin, grundare av olympiska spelen, och viss press såsom London Times, hyllade sporten efter dess inkludering i nordiska spelen. Detta ledde till att sporten blev demonstrationssport vid spelen 1928. Detta är enda gången sporten varit med i ett olympiskt spel.
Tävlingen i St. Moritz hölls på en frusen sjö.

## Resultat
| Pl. | Nation  | Namn             |
| --- | ------- | ---------------- |
| 1   | Schweiz | Rudolf Wettstein |
| 2   | Schweiz | Bibi Torriani    |
| 3   | Schweiz | Muckenbrün       |
| -   | Schweiz | Peter Conrad     |
| -   | okänd   | okänd            |
| -   | Schweiz | Brander          |
| -   | Schweiz | F. Mordasini     |
| -   | Schweiz | Fritz Kuhn       |